# Delanne D-1300
Dimensions
Le Delanne D-1300 est un petit avion d'affaires à réaction conçu en France en 1960 par l'ingénieur aéronautique français Maurice Delanne.